# Villa Vicentina
Villa Vicentina (Vile Visintine in friulano standard, La Vila in friulano goriziano) è una frazione del comune italiano di Fiumicello Villa Vicentina, in Friuli-Venezia Giulia.
Già comune autonomo (con frazioni Borgo Candelettis, Borgo Malborghetto, Borgo Pacco, Borgo Sandrigo e Capo di Sopra), è confluito nell'ente attuale il 1º febbraio 2018.

## Storia
Scarseggiano le testimonianze relative alla storia antica. Certamente il territorio subì l'influenza della vicinissima Aquileia, colonia romana fondata nel 181 a.C., e giovò del transito della via Gemina diretta a Emona (l'attuale Lubiana).
Seguì le sorti di Aquileia anche nel periodo successivo, subendo le devastazioni degli Unni di Attila (452) e, più tardi, degli Ungheri (X secolo).
Nel 1174 un documento stilato da papa Alessandro III cita per la prima volta Asiola, l'attuale Borgo Pacco: si tratta di un breve con cui il pontefice infeudava il villaggio a Gionata, preposto dei canonici dei Santi Felice e Fortunato di Aquileia; vi si precisa che vi abitavano allora dodici famiglie. La prima menzione di Camarcio, l'odierna Villa Vicentina, è del 1221; il toponimo sembra alludere alla natura del territorio "marcio", ovvero "paludoso".
Nel corso del XV secolo il patriarcato di Aquileia, da poco sottomesso alla Repubblica di Venezia, fu sconvolto da una serie di incursioni dei Turchi. Per potenziare la difesa dei confini, nel 1466 la Serenissima inviò nella zona la famiglia vicentina dei Gorgo che, alla testa di un gruppo di coloni, organizzò la costruzione di fortificazioni e il ripopolamento della zona. Da questo momento Camarcio assume la denominazione di Villa Vicentina, citata nei documenti a partire dal 1478.
Dopo la guerra della Lega di Cambrai, Villa Vicentina viene assoggettata al Sacro Romano Impero come parte della contea di Gorizia. Nel 1647 entra a far parte della neocostituita contea di Gradisca, governata dagli Eggenberg sino alla loro estinzione nel 1717. Tornata direttamente sotto gli Asburgo, nel 1754 la contea di Gradisca confluì nella nuova contea di Gorizia e Gradisca.
Nel 1807, come il resto del Friuli, Villa Vicentina viene occupata da Napoleone Bonaparte; entra a far parte del regno d'Italia ed è inquadrata nel dipartimento di Passariano. Nel 1815 viene riconquistata dagli Asburgo e inglobata nel regno d'Illiria, che più tardi assumerà la denominazione di litorale austriaco.
Durante questi avvicendamenti, le condizioni della popolazione, in massima parte contadina, non migliorano. Nel 1817, ad esempio, il territorio fu colpito da una terribile carestia, tanto da meritarsi il titolo di "anno della fame". L'anno successivo l'economia inizia una lenta ripresa, dopo che i conti Gorgo, caduti in disgrazia, vendono le loro proprietà a Elisa Bonaparte Baciocchi, costretta all'esilio dopo la caduta del fratello Napoleone, che ne fa la sua residenza estiva. Alla sua morte, nel 1820, la tenuta, comprendente anche una filanda, viene proseguita dal marito Felice Baciocchi e dai figli Federico Napoleone e Elisa Napoleona.
Nel 1868 Elisa Napoleona, rimasta senza eredi dopo il suicidio del figlio, vende la tenuta a Napoleone III, il quale a sua volta la assegna al figlio Napoleone Eugenio Luigi. Morto anche quest'ultimo nel 1879, il complesso fu diviso tra i cinquanta dipendenti, contribuendo al sostentamento della popolazione.
Durante la prima guerra mondiale il paese era ancora dipendenza austriaca e molti vicentinesi arruolati nell'esercito imperiale. Non mancò però qualche irredentista che combatté per l'Italia; il paese ne divenne parte al termine del conflitto.
Tra il 1935 e il 1999 Villa Vicentina fu un centro militare di una certa importanza e ospitò nelle due caserme unità della marina e dell'esercito. Fu la sede nella caserma Bafile-Rossani a sud della ferrovia del 41º Battaglione fanteria meccanizzata "Modena" dal 1975 al 1991 anno della chiusura definitiva della struttura (con il trasferimento dell'unità in altra sede nella caserma Ugo Polonio di Gradisca d'Isonzo Gorizia), e a nord della ferrovia del 184º genio pionieri "Santerno" nella caserma Monte Vodice dal 1976 al 1995.

La chiesa parrocchiale di Santa Maria

### Simboli
Lo stemma del comune di Villa Vicentina era stato concesso con decreto del presidente della Repubblica dell'11 marzo 1980.
Riprende il blasone della nobile famiglia Dal Gorgo.

## Monumenti e luoghi d'interesse
Al centro del paese sorge la parrocchiale di Santa Maria, risalente al XVII secolo. 
A breve distanza dal centro di Villa Vicentina troviamo la splendida Villa Ciardi, già residenza estiva di Elisa Bonaparte Baciocchi,  sorella di Napoleone Bonaparte; in questa villa fra gli altri fu ospite tra il 25 novembre 1869 e il 6 luglio 1870 il grande scienziato francese Pasteur, che cercava un rimedio per combattere il calcino del baco da seta, un problema che affliggeva sia il Friuli che molte altre parti d'Europa. A circa 300 metri dalla villa è visibile la piccola cappella, commissionata dalla figlia della principessa Baiocchi, la contessa Elisa Napoleona Baciocchi, nipote di Napoleone Bonaparte, per la sepoltura dell'unico figlio, Benedetto Napoleone, morto misteriosamente; la struttura è neogotica, sebbene all'interno convivano anche elementi neoclassici.
Altra residenza di Marianna Bonaparte Baciocchi è Villa Asiola, antica costruzione il cui impianto principale secondo le documentazioni appare esistente già nel 1174; questa villa, come quella Ciardi, passò in eredità a sua figlia Elisa Napoleona Baciocchi.

## Società

### Evoluzione demografica
Abitanti censiti

### Lingue e dialetti
A Villa Vicentina, accanto alla lingua italiana, la popolazione utilizza il friulano goriziano, una variante della lingua friulana. Nel territorio comunale vige la Legge regionale 18 dicembre 2007, n. 29 "Norme per la tutela, valorizzazione e promozione della lingua friulana".

## Amministrazione

### Gemellaggi
- Colpo